# Срацимир (село)
Срацимир (болг. Срацимир) — село в Болгарии. Находится в Силистренской области, входит в общину Силистра. Население составляет 296 человек.
Старое название села Караорман. Деревня была основана в 1830 году делиорманскими беженцами после русско-турецкой войны (1828—1829), оставшимися на пути в Бессарабию.

## Политическая ситуация
В местном кметстве Срацимир, в состав которого входит Срацимир, должность кмета (старосты) исполняет Йордан Димитров Чешмеджиев (Болгарская социалистическая партия (БСП)) по результатам выборов правления кметства.
Кмет (мэр) общины Силистра — Иво Кирилов Андонов (инициативный комитет) по результатам выборов в правление общины.